# REVAi

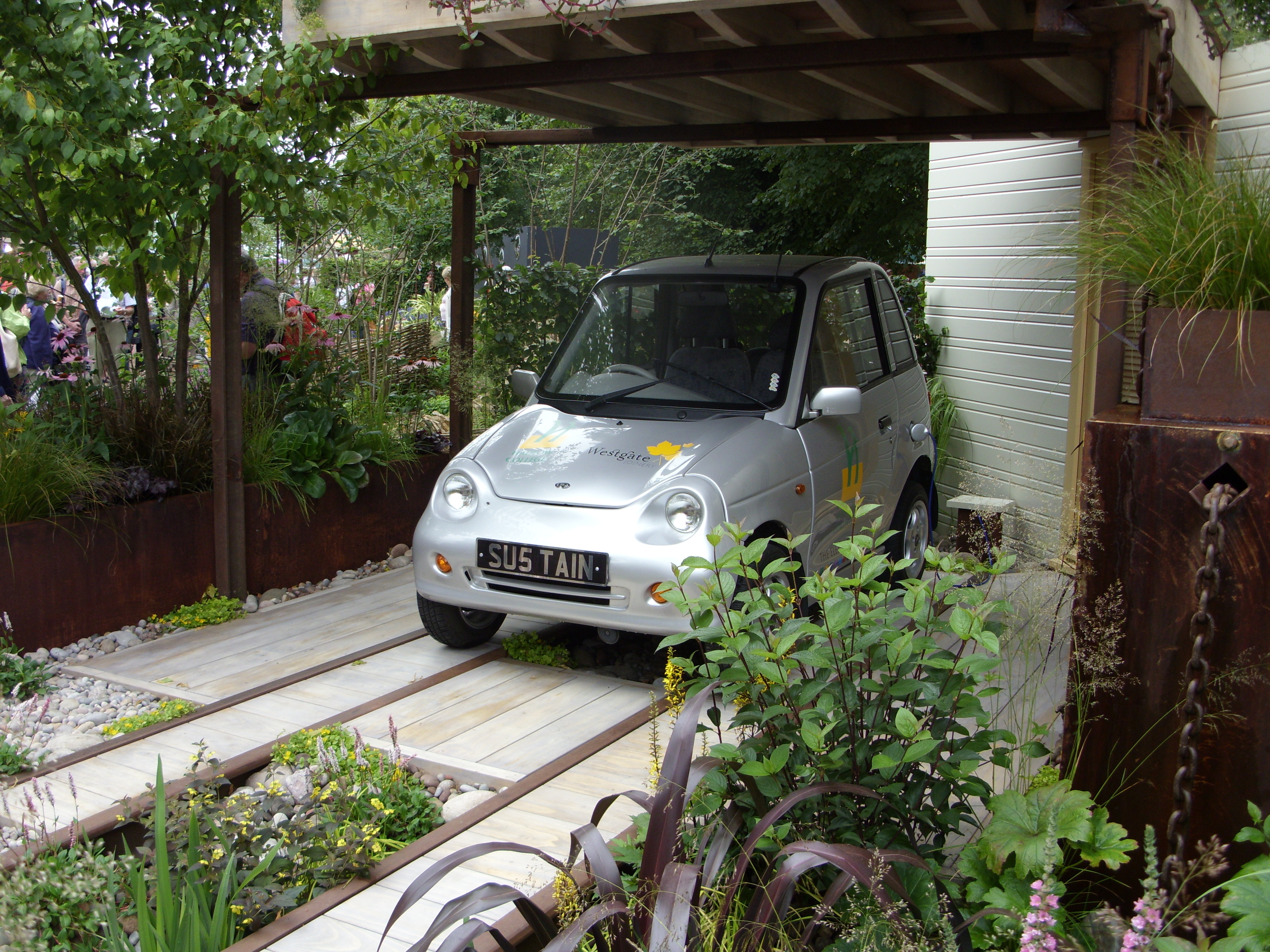
Een REVAi in 2009

De REVAi is een kleine elektrische auto, gefabriceerd door het Indiase bedrijf REVA Electric Car Company sinds 2001. In Engeland is de auto ook bekend onder de naam G-Wiz. Tot en met 2010 zijn meer dan 3500 exemplaren verkocht in totaal 24 landen.
In veel landen wordt de REVAi niet als 'personenauto' benoemd maar als 'zware vierwieler' of als stadsauto (neighborhood electric vehicle) in de Verenigde Staten.
De originele naam van de auto was REVA, maar het werd bekend onder de naam REVAi. Na 2010 ging het bedrijf REVA zich toeleggen op het ontwikkelen van andere modellen. Alle versies van de REVAi samengenomen was het het meest verkochte elektrische voertuig in de wereld.